# Lindsaea lancea
Lindsaea lancea là một loài thực vật có mạch trong họ Dennstaedtiaceae. Loài này được (L.) Bedd. miêu tả khoa học đầu tiên năm 1876.

## Hình ảnh

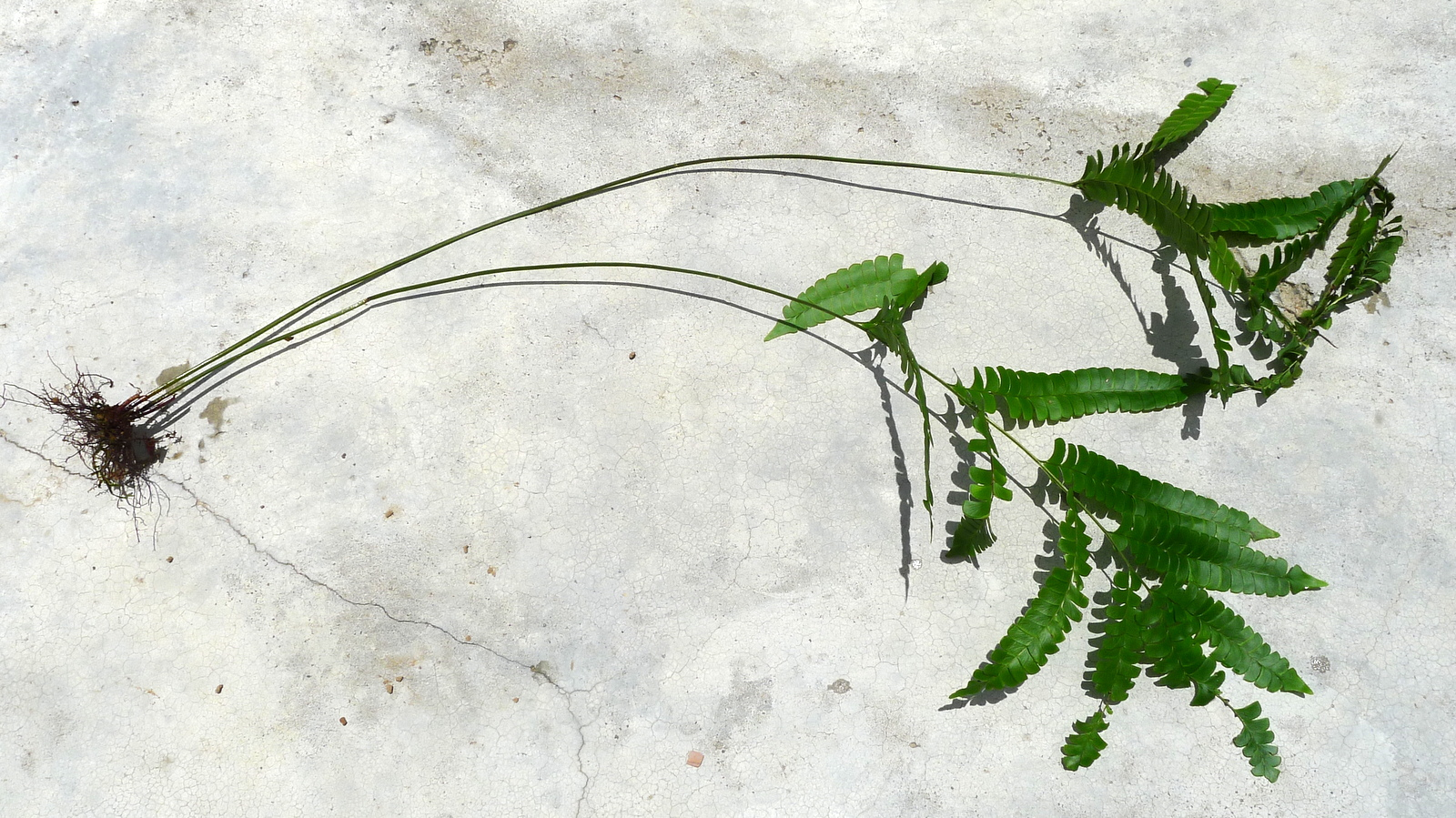
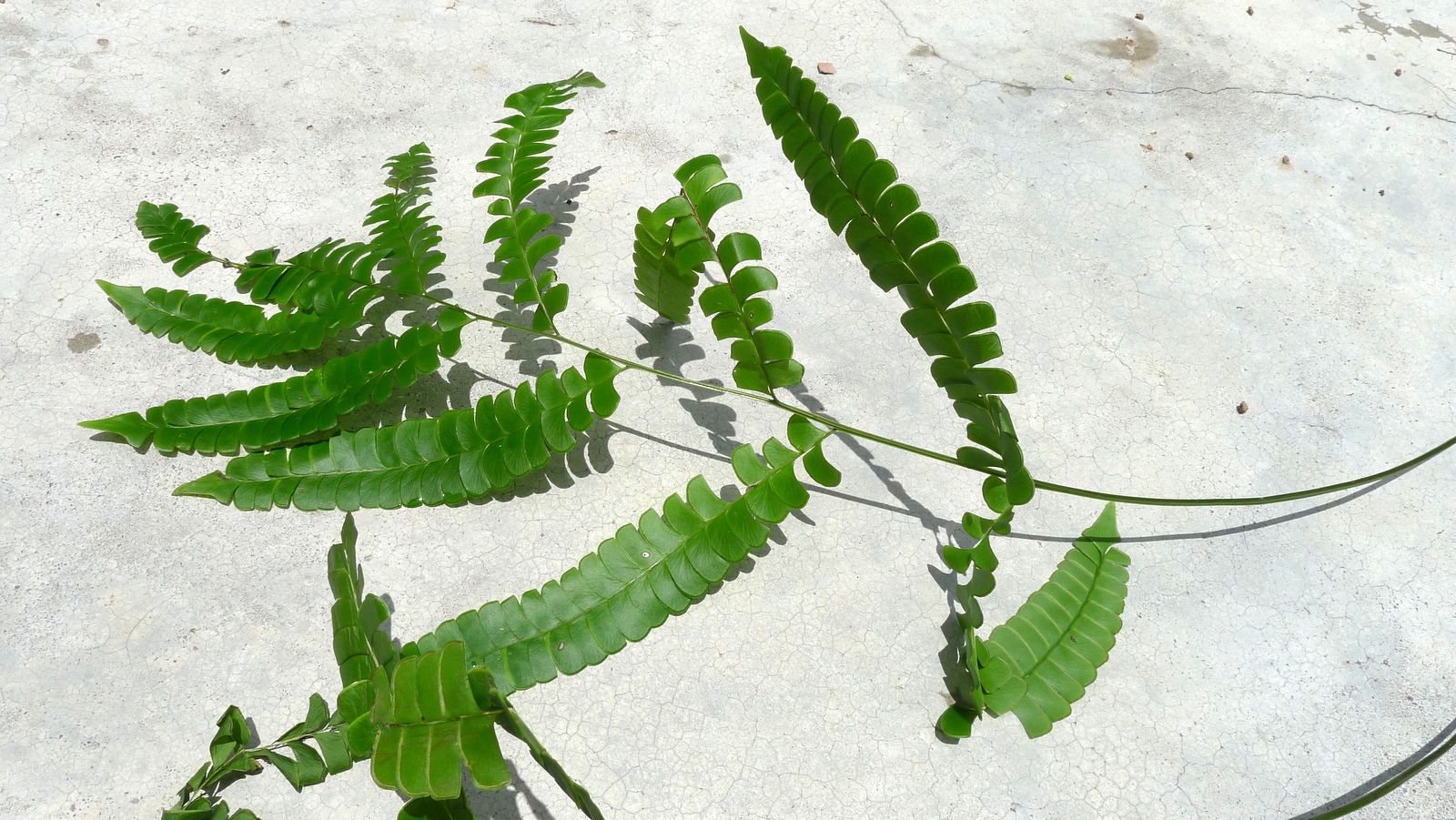
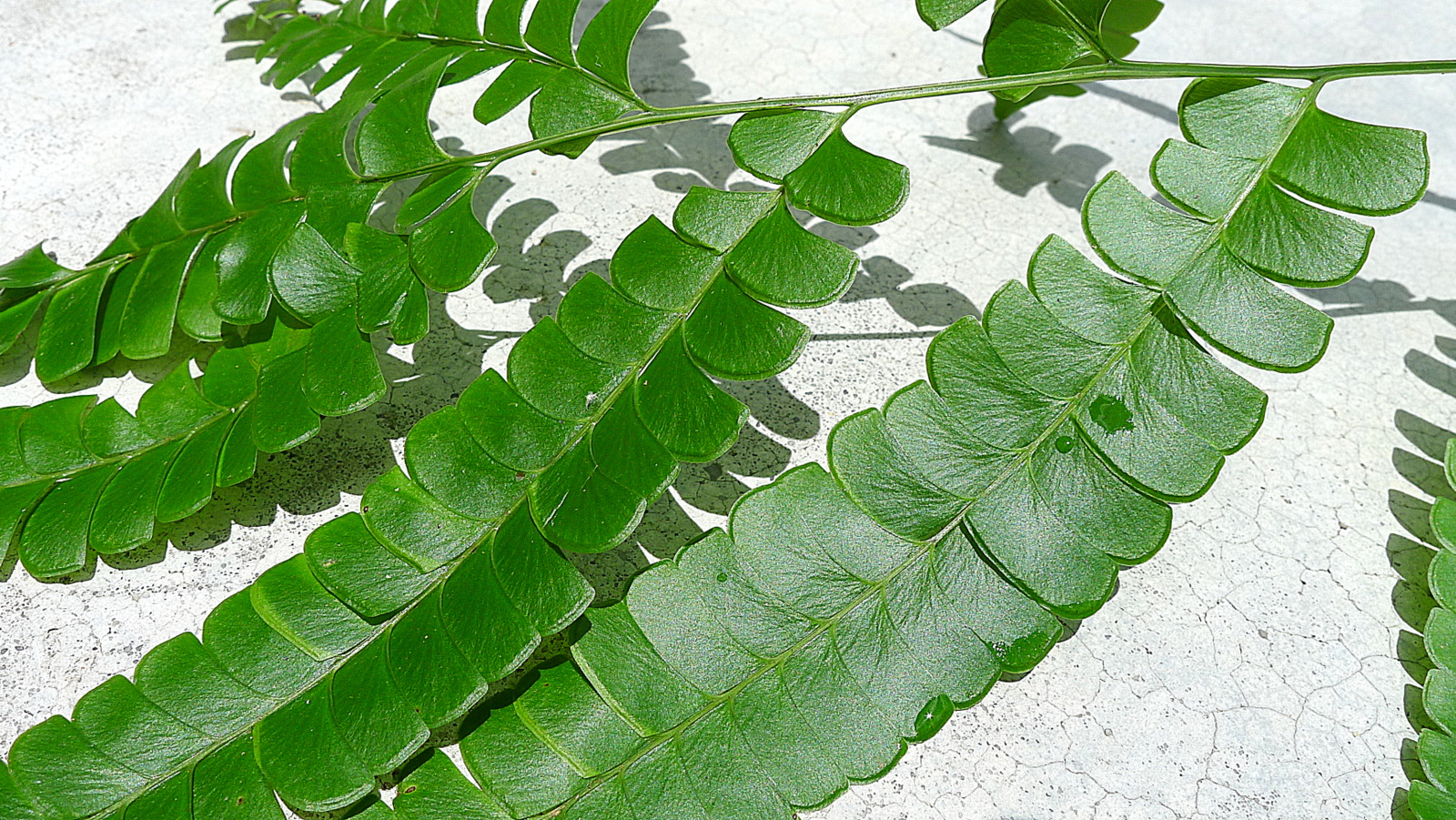
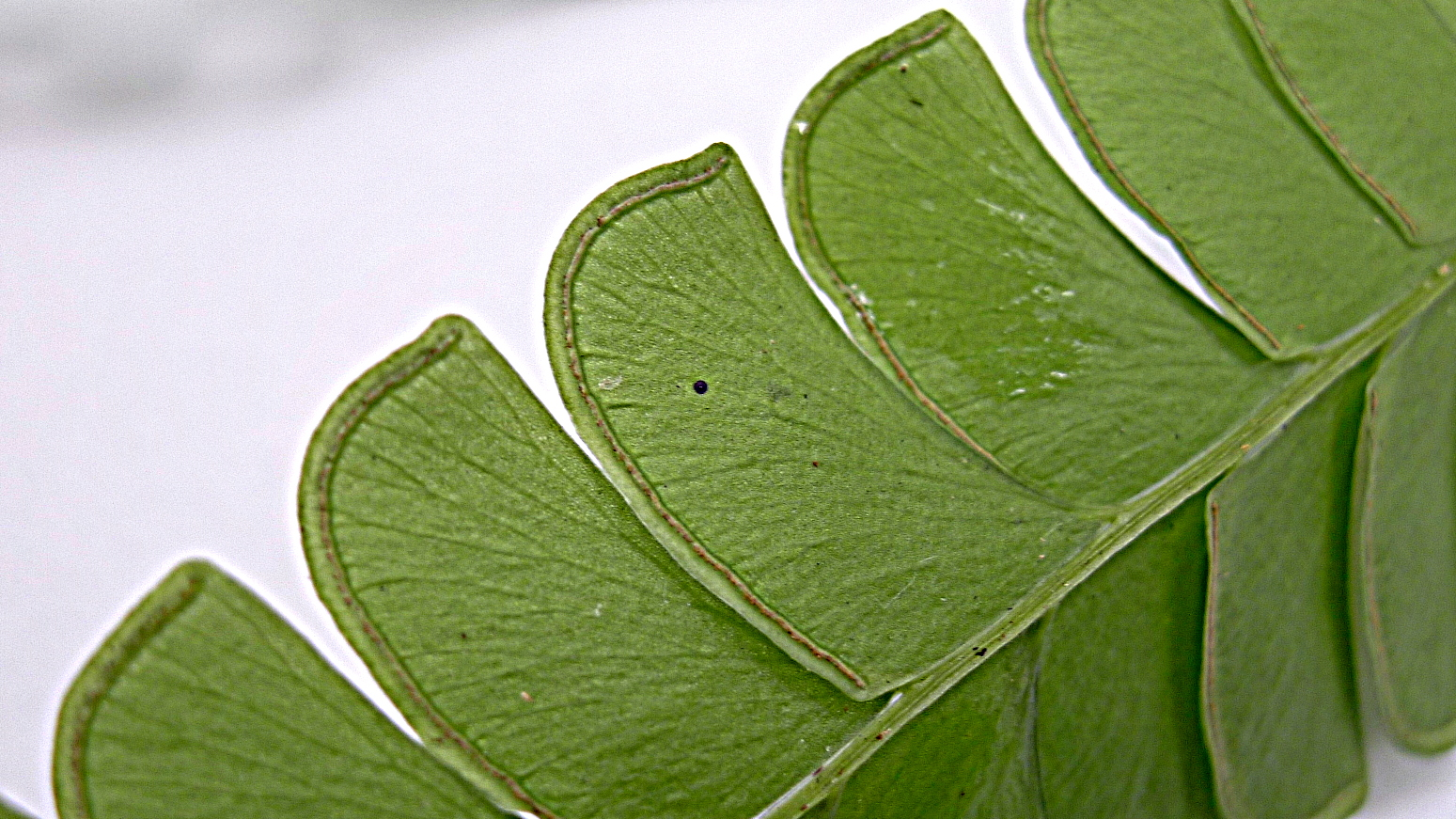